# Australian Open 2017 (gra pojedyncza na quadach)
Australian Open 2017 – gra pojedyncza na quadach – zawody singlowe na quadach, rozgrywane w ramach pierwszego w sezonie wielkoszlemowego turnieju tenisowego, Australian Open. Zmagania miały miejsce pomiędzy 25–28 stycznia na twardych kortach Melbourne Park w Melbourne.

## Drabinka

#### Klucz
- w/o – walkower
- k – krecz
- d – dyskwalifikacja
- Q – kwalifikant
- WC – dzika karta
- LL – szczęśliwy przegrany
- Alt – zawodnik zastępczy
- PR – ochrona rankingu
- SE – specjalna przepustka
- ITF – ranking ITF
- JE – ranking juniorski

### Faza finałowa
|  |       |                  |   |   |  |
|  | Finał |                  |   |   |  |
|  |       |                  |   |   |  |
|  |       |                  |   |   |  |
|  |       |                  |   |   |  |
|  | 1     | Dylan Alcott     | 6 | 6 |  |
|  | 1     | Dylan Alcott     | 6 | 6 |  |
|  |       | Andrew Lapthorne | 2 | 2 |  |
|  |       | Andrew Lapthorne | 2 | 2 |  |
|  |       |                  |   |   |  |

### Faza grupowa
|    |                  | Dylan Alcott         | Heath Davidson       | Andrew Lapthorne     | David Wagner         | Mecze W–L | Sety W–L | Gemy W–L | Miejsce |
| 1  | Dylan Alcott     |                      | 6:1, 6:4 25 stycznia | 6:4, 6:1 26 stycznia | 6:1, 7:5 27 stycznia | 3–0       | 6–0      | 37–16    | 1.      |
| WC | Heath Davidson   | 1:6, 4:6 25 stycznia |                      | w/o 27 stycznia      | 4:6, 2:6 26 stycznia | 0–2       | 0–4      | 11–24    | 4.      |
|    | Andrew Lapthorne | 4:6, 1:6 26 stycznia | w/o 27 stycznia      |                      | 6:3, 6:3 25 stycznia | 1–1       | 2–2      | 17–18    | 2.      |
| 2  | David Wagner     | 1:6, 5:7 27 stycznia | 6:4, 6:2 26 stycznia | 3:6, 3:6 25 stycznia |                      | 1–2       | 2–4      | 24–31    | 3.      |

## Pula nagród
| Runda           | Punkty |
| Zwycięzca       | 800    |
| Finalista       | 500    |
| Trzecie miejsce | 375    |
| Czwarte miejsce | 100    |